# فیرافونگ فانودت
پرنس فیرافونگ فانودت فانوباندت (تایلندی: พีรพงศ์ภาณุเดช، انگلیسی: Prince Birabongse Bhanudej Bhanubandh؛ زادهٔ ۱۵ ژوئیهٔ ۱۹۱۴ در کاخ بزرگ، بانکوک، سیام، درگذشتهٔ ۲۳ دسامبر ۱۹۸۵ در ایستگاه متروی برونز کورت، لندن) رانندهٔ مسابقات اتومبیل‌رانی اهل تایلند بود که از فصل ۱۹۵۰ تا ۱۹۵۴ در مجموع در ۱۹ گراند پری از مسابقات جهانی فرمول یک شرکت کرد.
فیرافونگ در طول دوران فعالیت خود در فرمول یک ۸ امتیاز را به نام خود به‌ثبت رساند.
فیرافونگ در ۲۳ دسامبر ۱۹۸۵ بر اثر حمله قلبی در ایستگاه متروی برونز کورت، لندن درگذشت.